# Vainqueur du destin
Pour plus de détails, voir Fiche technique et Distribution.

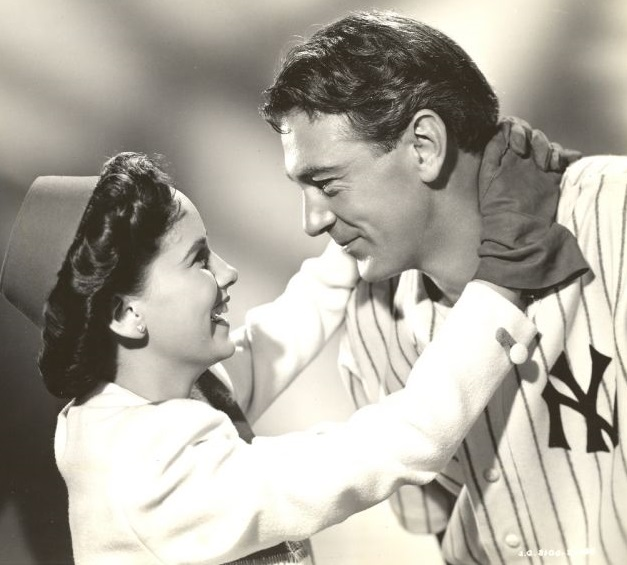
Teresa Wright et Gary Cooper.

Vainqueur du destin (titre original : The Pride of the Yankees) est un film américain en noir et blanc, réalisé par Sam Wood et sorti en 1942. 
Nommé onze fois aux Oscars, ce film basé sur la vie du joueur de baseball Lou Gehrig reçut une statuette. Gary Cooper campe Gehrig. L'American Film Institute a classé Vainqueur du destin au troisième rang des meilleurs films de sport derrière Raging Bull et Rocky.

## Le film
Ce film biographique retrace la carrière du joueur de baseball Lou Gehrig. Enfant, Lou Gehrig rêve de devenir champion de baseball ; ses parents, eux, rêvent de faire de leur fils un ingénieur. La mère de Lou travaille comme cuisinière de l'université Columbia et le fait admettre à l'université. Lou travaille comme serveur au restaurant universitaire. Remarqué pour ses dons de sportif, Lou devient membre du club mais se heurte à l'hostilité de certains membres, des snobinards imbus d'eux-mêmes. 
Le journaliste sportif Sam Blake le recommande au Yankees de New York ; la santé de sa mère nécessitant une intervention chirurgicale coûteuse, Gehrig abandonne ses études et signe un contrat avec les Yankees afin de pouvoir disposer de la somme nécessaire. Sa mère croit de son côté qu'il étudie toujours à l'université mais finit bientôt par s'apercevoir que son fils joue au baseball professionnel. 
Dans l'équipe des Yankees, Gehrig côtoie des champions connus et chevronnés... comme Babe Ruth. Alors qu'il joue une partie à Chicago, il fait la connaissance d'une spectatrice, Eleanor Twitchell, qui se moque de lui lors d'une partie. Il la revoit après le match et lui fait la cour. Les Yankees ayant remporté les séries mondiales, Lou propose à Eleonore de l'épouser ; elle accepte. Sa carrière se poursuit et sa renommée se fait grandissante. Il est adulé et compte bientôt parmi les meilleurs joueurs de son époque et acquiert une renommée mondiale. Mais, peu après, à l'apogée de sa carrière, on lui diagnostique une sclérose latéral amyotrophique, ce qui le force à renoncer au baseball. Il fait des adieux émouvants au public, le 4 juillet 1939, devant 62 000 personnes qui garnissent les gradins du Yankee Stadium en leur déclarant  « Aujourd'hui, je me considère comme la personne la plus chanceuse sur terre » (« Today, I consider myself the luckiest man on the face of the earth »), devant l'amour inconditionnel de ses supporters.
Né le 19 juin 1903, à New York, Lou Gehrig entra en 1923 dans l'équipe des Yankees de New York ; il joua dans 2 130 parties de baseball consécutives. Il fut surnommé « Iron Man » (« L'Homme de fer ») et participa à sept éliminatoires mondiales. Atteint d'une forme rare de sclérose en plaques, il mourut, à 37 ans, le 2 juin 1941.

## Fiche technique
Source : IMDb
- Titre original : The Pride of the Yankees
- Réalisation : Sam Wood
- Scénario : Paul Gallico (histoire originale), Jo Swerling et Herman J. Mankiewicz (adaptation)
- Direction artistique : Perry Ferguson
- Photographie : Rudolph Maté
- Montage : Daniel Mandell
- Musique : Leigh Harline
- Producteur : Samuel Goldwyn (The Samuel Goldwyn Company)
- Distribution : RKO Pictures
- Pays d‘origine : États-Unis
- Langue : anglais
- Durée : 128 minutes
- Dates de sortie :
  - États-Unis : 14 juillet 1942 (New York)
  - États-Unis : 18 août 1942 (Los Angeles)
  - France : 27 avril 1949

## Distribution
- Gary Cooper  (V.F : Marc Valbel)  : Lou Gehrig
- Teresa Wright : Eleanor Twitchell
- Babe Ruth : lui-même
- Walter Brennan : Sam Blake
- Dan Duryea : Hank Hanneman
- Elsa Janssen (V.F : Cécile Didier)  : Christina "Mom" Gehrig
- Ludwig Stossel  (V.F : Paul Ville)  : Henry "Pop" Gehrig
- Virginia Gilmore : Myra Tinsley
- Bill Dickey : lui-même
- Ernie Adams : Miller Huggins
- Pierre Watkin : Frank Twitchell
- Harry Harvey : Joe McCarthy
- Bob Meusel : lui-même
- Mark Koenig : lui-même
- Bill Stern  (V.F : Claude Peran)  : lui-même
- Edgar Barrier : Le médecin à l'hôpital
- Edward Fielding : Le médecin à la clinique

Et, parmi les acteurs non crédités :
- Lane Chandler : Mark
- Clancy Cooper : Le premier policier à moto
- Pat Flaherty : Un joueur des Yankees
- Vaughan Glaser : un docteur chez Lou Gehrig
- Sarah Padden : Mme Roberts
- Anita Sharp-Bolster : La mère de Sasha
- Dorothy Vaughan : la propriétaire d'Eleanor

## Récompenses et distinctions
Vainqueur du destin est nommé dans onze catégories, dont celle du meilleur film, meilleure musique, meilleur scénario, meilleur acteur pour Gary Cooper et meilleure actrice pour Teresa Wright, lors de la cérémonie des Oscars 1943. Le film repart avec une seule statuette, celle du meilleur montage.